# Jon Macken
Jonathan Macken (*Mánchester, Inglaterra, 7 de septiembre de 1977), futbolista inglés nacionalizado irlandés. Juega de delantero y su actual equipo es el Stockport County de la Conference North de Inglaterra.

## Selección nacional
Ha sido internacional con la Selección de fútbol de Irlanda, ha jugado 1 partido internacional.

### Participaciones en Copas del Mundo
| Mundial                               | Sede    | Resultado    |
| ------------------------------------- | ------- | ------------ |
| Copa Mundial de Fútbol Sub-20 de 1997 | Malasia | 8.º de final |

## Clubes
| Club                  | País       | Año       |
| --------------------- | ---------- | --------- |
| Manchester United     | Inglaterra | 1996-1997 |
| Preston North End     | Inglaterra | 1997-2002 |
| Manchester City FC    | Inglaterra | 2002-2005 |
| Crystal Palace        | Inglaterra | 2005      |
| Ipswich Town          | Inglaterra | 2006-2007 |
| Crystal Palace FC     | Inglaterra | 2007      |
| Derby County FC       | Inglaterra | 2007      |
| Barnsley FC           | Inglaterra | 2007      |
| Derby County          | Inglaterra | 2007-2008 |
| Barnsley FC           | Inglaterra | 2008-2010 |
| Walsall FC            | Inglaterra | 2010-2012 |
| Northwich Victoria FC | Inglaterra | 2012-2013 |
| Stockport County      | Inglaterra | 2013-     |